# Cobaltiet
Het mineraal cobaltiet is een kobalt-arseen-sulfide, met de chemische formule CoAsS. Het behoort tot de zogenaamde sulfozouten.

## Naamgeving en ontdekking
Cobaltiet is genoemd naar het voornaamste element waaruit het bestaat: kobalt. Deze naam is afgeleid van het Duitse kobold. Het mineraal werd in 1797 ontdekt in Nyköping (Zweden). De typelocatie van het mineraal is Cobalt in Ontario (Canada).

## Eigenschappen
Het rode tot zilverwitte cobaltiet heeft een orthorombisch kristalstelsel. De kristallen zijn meestal granulair en massief; ze komen zelden vezelig voor. Het breukvlak is bros en heeft een perfecte splijting volgens het breukvlak [001]. De hardheid is 5,5 op de schaal van Mohs en de relatieve dichtheid bedraagt ongeveer 6,33 g/cm³. Cobaltiet heeft de bijzondere eigenschap magnetisch te worden na verhitting.
Naast kobalt en arseen kan het mineraal tot 10% ijzer en nikkel bezitten. De violette kleur van sommige exemplaren kan wijzen op insluitsels van erythriet.
Cobaltiet is niet radioactief.

## Ontstaan en herkomst
Cobaltiet komt voor in hydrothermale aders en in metamorfe gesteenten. Het wordt aangetroffen met onder andere magnetiet, sfaleriet, chalcopyriet, skutterudiet, allaniet, zoisiet, scapoliet, titaniet, calciet, gersdorffiet, ullmanniet, lollingiet, milleriet, pyriet en marcasiet. Het is een typisch ertsmineraal en ondanks de zeldzaamheid wordt het beschouwd als een belangrijke bron voor kobalt.
Cobaltiet wordt gevonden in Zweden, Noorwegen, Duitsland, Cornwall, Engeland, Canada, Australië, Congo en Marokko.